# Alex Turner (glazbenik)
Alex Turner (Sheffield, 6. siječnja 1986.) engleski je glazbenik, član Arctic Monkeysa i The Last Shadow Puppetsa. Pjevač je i gitarist u oba sastava te glavni tekstopisac Arctic Monkeysa, dok u The Last Shadow Pupptesima tu dužnost dijeli s Milesom Kaneom. Također je zaslužan za glazbu u filmu Submarine (2010.).

## Arctic Monkeys
Turner je pohađao srednju školu Stocksbridge zajedno s Andyjem Nicholsonom i Mattom Heldersom, te je 2002. zajedno sa svojim susjedom Jamiejem Cookom osnovao sastav Arctic Monkeys. Isprva su nastupali u lokalnim barovima. Turnera su živcirali sastavi koji su prodavali svoje demosnimke na koncertima, stoga je počeo na svojim nastupima dijeliti besplatne snimke obožavateljima. Kao glavni gitarist i pjevač te tekstopisac Arctic Monkeysa često je uspoređivan s Noelom Gallagherom iz sastava Oasis.

## Raniji život
Alexander David Turner je odrastao u High Greenu, predgrađu Sheffielda. Njegov otac, David Turner, je bio učitelj glazbenog, a majka, Penny Turner, učiteljica njemačkog jezika. Kao dijete, Alex je pohađao poduku iz sviranja klavira. Njegov učitelj engleskog jezika iz srednje škole, Steve Baker, Alexa je opisao kao "netko tko je nekonvencionalan, pomalo drugačiji, te koji posjeduje bistar i oštar um koji će mu dobro poslužiti u životu. Ima vrlo originalan smisao za humor. Alex nikada nije bio pretjerano rječit, ali se moglo osjetiti kada su ga neka pjesnička djela taknula."
Turner je proveo većinu svog pubertetskog razdoblja slušajući rap izvođače kao npr. Roots Manuva. Kasnije se njegova pozornost usmjerila ka Rock glazbi, a glazbene grupe koje su zarobile njegovu pažnju su bile The Strokes i The Libertines. Nakon tog preokreta u glazbi, njegovi roditelji su mu, na Božić 2001., kupili gitaru. Šest mjeseci nakon što je upisao Sveučiliste u Barnsleyu, njegovi roditelji su odlučili da će mu dati godinu dana "pauze" kako bi se bavio glazbom. Tijekom ovog vremena radio je kao konobar. Iako voli gitaru, Alex je izjavio da provodi više vremena slušajući riječi pjesme nego samu pjesmu.